# Federal Hockey League 2010-2011
La stagione 2010–11 della Federal Hockey League è stata quella inaugurale per questa lega minore nordamericana. 

## Formula
La lega avrebbe dovuto avere una stagione regolare di 60 incontri per ciascuna squadra ridotti poi a meno di cinquanta su richiesta dei proprietari delle squadre. 
Nel corso della stagione i Broome County Barons sono stati trasferiti a Capo Cod, divenendo Cape Cod Barons, non disputando tuttavia diversi incontri.
I Rome Frenzy, che fallirono la qualificazione ai play-off, sospesero le attività già poco prima del termine della stagione regolare.

## Regular season
| Squadra                 | PG | V  | VOT | P  | GF  | GS  | Pt | %V   |
| ----------------------- | -- | -- | --- | -- | --- | --- | -- | ---- |
| New York Aviators       | 47 | 32 | 2   | 13 | 186 | 132 | 66 | .702 |
| Akwesasne Warriors      | 47 | 30 | 1   | 16 | 228 | 212 | 61 | .649 |
| 1000 Islands Privateers | 44 | 26 | 5   | 13 | 201 | 153 | 57 | .648 |
| Danbury Whalers         | 47 | 24 | 5   | 18 | 184 | 173 | 53 | .564 |
| Rome Frenzy             | 46 | 11 | 7   | 28 | 166 | 246 | 29 | .315 |
| Cape Cod Barons         | 35 | 10 | 4   | 21 | 95  | 144 | 24 | .343 |

Situazione al termine della stagione regolare.

## Play-off
|  | Semifinali              | Semifinali              | Semifinali              | Semifinali | Semifinali | Semifinali | Semifinali |  |  | Finale             | Finale             | Finale             | Finale | Finale | Finale | Finale |  |
|  |                         |                         |                         |            |            |            |            |  |  |                    |                    |                    |        |        |        |        |  |
|  | New York Aviators       | New York Aviators       | 9                       | 2          | 2          | 7          | 4†         |  |  |                    |                    |                    |        |        |        |        |  |
|  | Danbury Whalers         | Danbury Whalers         | 2                       | 5          | 3†         | 0          | 3          |  |  | New York Aviators  | New York Aviators  | New York Aviators  | 3      | 4      | 6      | 2      |  |
|  | Akwesasne Warriors      | Akwesasne Warriors      | Akwesasne Warriors      | 5          | 6          | 5          | 10         |  |  | Akwesasne Warriors | Akwesasne Warriors | Akwesasne Warriors | 4      | 6      | 3      | 5      |  |
|  | 1000 Islands Privateers | 1000 Islands Privateers | 1000 Islands Privateers | 6          | 0          | 4          | 4          |  |  |                    |                    |                    |        |        |        |        |  |

Legenda: †= partita terminata ai tempi supplementari
Gli Akwesasne Warriors vincono la prima Commissioner Cup.

## Premi
| Premio                    | Vincitore        | Squadra                 |
| ------------------------- | ---------------- | ----------------------- |
| MVP                       | Kevin Druce      | New York Aviators       |
| MVP - Playoff             | Pierre Dagenais  | Akwesasne Warriors      |
| Miglior portiere          | Kevin Druce      | New York Aviators       |
| Miglior marcatore - Punti | Alex Goupil (77) | 1000 Islands Privateers |
| Miglior marcatore - Gol   | Alex Goupil (42) | 1000 Islands Privateers |
| Rookie dell'anno          | Ahmed Mahfouz    | Akwesasne Warriors      |
| Miglior Plus/Minus        | Mike Byrd (+31)  | 1000 Islands Privateers |
| Miglior allenatore        | Rob Miller       | New York Aviators       |